# Strephonota porphyritis
Espèce
Strephonota porphyritis est un papillon de la famille des Lycaenidae, de la sous-famille des Theclinae et du genre Strephonota.

## Dénomination
Strephonota porphyritis a été décrit par Herbert Druce en 1907 sous le nom de Thecla porphyritis.
Synonyme : Serratonotes kourouciensis Brévignon, 2003.

## Description
Strephonota porphyritis est un petit papillon aux antennes et aux pattes annelées de marron et de blanc, avec deux fines queues à chaque aile postérieure une longue et une plus courte.
Le dessus de couleur marron suffusé de bleu dans la partie basale des ailes antérieures jusqu'à l'angle interne alors que les ailes postérieures ont un triangle bleu de la base au bord externe.
Le revers est beige orné d'une étroite bande postdiscale blanche, avec aux ailes postérieures deux ocelles rouge, un entre les deux queues et un en position anale.

## Écologie et distribution
Strephonota porphyritis réside au Brésil et en Guyane,.

### Protection
Pas de statut de protection particulier.